# گلندوست
گلندوست (به ترکی استانبولی: Gelendost) یک منطقهٔ مسکونی در ترکیه است که در استان اسپارتا واقع شده‌است. گلندوست ۹۲۰ متر بالاتر از سطح دریا واقع شده‌است.